# 貝爾基·克里斯蒂安
貝爾基·克里斯蒂安（匈牙利語：Berki Krisztián，1985年3月18日—），匈牙利男子體操運動員，擅長鞍馬項目。在2012年倫敦奧運會上，他獲得鞍馬項目的金牌。他也是2010年、2011年和2014年的鞍馬世界冠軍。